# BDC Marcpol
A BDC Marcpol (código UCI: BDC), é uma equipa ciclista polaca profissional de categoria Continental.
Foi inscrito como equipa profissional de ciclismo de montanha em 2011, ainda que disputaram algumas carreiras em estrada.

## Sede
A sua sede está em Varsóvia (5 lok 8 05 100 Nowy Dwor Mazowiecki).

## Material ciclista
A equipa utiliza bicicletas Merida.

## Classificações UCI
A partir de 2005 a UCI instaurou os Circuitos Continentais UCI, onde a equipa está desde que se criou em 2012, registado dentro do UCI Europe Tour. Estando somente nas classificações do UCI Europe Tour Ranking. As classificações da equipa e do seu ciclista mais destacado são as seguintes:

### UCI Africa Tour
| Temporada | Classificação por equipas | Melhor corredor | Posição |
| 2012-2013 | 9º                        | Paweł Bernas    | 99º     |

### UCI Europe Tour
| Temporada | Classificação por equipas | Melhor corredor  | Posição |
| 2011-2012 | 55º                       | Damian Walczak   | 207º    |
| 2012-2013 | 30º                       | Konrad Dabkowski | 121º    |
| 2013-2014 | 17º                       | Paweł Bernas     | 73º     |

## Palmarés
Para anos anteriores, veja-se Palmarés da BDC Marcpol

### Palmarés 2014

#### Circuitos Continentais UCI
| Datas         | Circuito                     | Carreiras                                                      | Ganhador           |
| 1 de maio     | UCI Europe Tour de 2013-2014 | Memorial Andrzeja Trochanowskiego                              | Kamil Gradek       |
| 16 de maio    | UCI Europe Tour de 2013-2014 | Visegrad 4 Bicycle Race-GP Slovakia                            | Paweł Bernas       |
| 17 de maio    | UCI Europe Tour de 2013-2014 | Visegrad 4 Bicycle Race-GP Hungary                             | Paweł Bernas       |
| 20 de junho   | UCI Europe Tour de 2013-2014 | 2ª etapa da Volta à Sérvia                                     | Jarosław Kowalczyk |
| 21 de junho   | UCI Europe Tour de 2013-2014 | Volta à Sérvia                                                 | Jarosław Kowalczyk |
| 22 de junho   | UCI Europe Tour de 2013-2014 | Memorial im. J. Grundmanna J. Wizowskiego                      | Błażej Janiaczyk   |
| 2 de julho    | UCI Europe Tour de 2013-2014 | 2ª etapa da Carreira da Solidariedade e dos Campeões Olímpicos | Kamil Gradek       |
| 2 de agosto   | UCI Europe Tour de 2013-2014 | 6ª etapa do Dookola Mazowsza                                   | Eryk Laton         |
| 30 de agosto  | UCI Asia Tour 2013-2014      | 1ª etapa do Tour da China I                                    | Paweł Bernas       |
| 1 de setembro | UCI Asia Tour 2013-2014      | 3ª etapa do Tour da China I                                    | Kamil Gradek       |
| 5 de setembro | UCI Asia Tour 2013-2014      | Tour de China I                                                | Kamil Gradek       |

## Plantel
Para anos anteriores, veja-se Elencos da BDC Marcpol

### Elenco de 2014
| Nome               | Nascimento | Nacionalidade | Equipa de 2013   |
| Adrian Banaszek    | 21/10/1993 | Polónia       | BDC-Marcpol Team |
| Paweł Bernas       | 24/04/1990 | Polónia       | BDC-Marcpol Team |
| Kamil Gradek       | 17/09/1990 | Polónia       | BDC-Marcpol Team |
| Kacper Gronkiewicz | 29/06/1993 | Polónia       | BDC-Marcpol Team |
| Błażej Janiaczyk   | 27/01/1983 | Polónia       | Bank BGZ         |
| Piotr Kirpsza      | 27/05/1989 | Polónia       | BDC-Marcpol Team |
| Mateusz Komar      | 18/07/1985 | Polónia       | BDC-Marcpol Team |
| Jarosław Kowalczyk | 23/04/1989 | Polónia       | BDC-Marcpol Team |
| Eryk Laton         | 22/08/1993 | Polónia       | BDC-Marcpol Team |
| Leszek Plucinski   | 03/06/1990 | Polónia       | BDC-Marcpol Team |
| Robert Radosz      | 08/07/1975 | Polónia       | BDC-Marcpol Team |
| Adam Stachowiak    | 10/07/1989 | Polónia       | Bank BGZ         |